# 2. Tennis-Bundesliga (Damen) 2004
Die 2. Tennis-Bundesliga der Damen wurde 2004 zum sechsten Mal ausgetragen. Sie wurde in die 2. Bundesliga-Nord und -Süd aufgeteilt, in der jeweils sieben Mannschaften um den Aufstieg in die Erstklassigkeit kämpften.

## 2. Tennis-Bundesliga Damen Nord

### Abschlusstabelle
|     | Mannschaft              | Begegnungen | Punkte | Matches | Sätze | Spiele  |
| --- | ----------------------- | ----------- | ------ | ------- | ----- | ------- |
| 01. | THC im VfL Bochum       | 6           | 5:1    | 32:22   | 68:46 | 541:457 |
| 02. | TC BW Dresden-Blasewitz | 6           | 4:2    | 34:20   | 69:47 | 541:484 |
| 03. | TC BW Halle             | 6           | 4:2    | 33:21   | 72:47 | 596:491 |
| 04. | Ruderclub Hamm          | 6           | 3:3    | 31:23   | 67:52 | 587:483 |
| 05. | Rochusclub Düsseldorf   | 6           | 3:3    | 26:28   | 59:62 | 515:555 |
| 06. | RTHC Bayer Leverkusen   | 6           | 2:4    | 23:31   | 56:69 | 533:573 |
| 07. | TV Sparta 87 Nordhorn   | 6           | 0:6    | 10:44   | 25:93 | 379:649 |

### Mannschaftskader
| Pos. | Name                    |
| ---- | ----------------------- |
| 1    | Tatjana Panowa          |
| 2    | Katalin Marosi          |
| 3    | Andrea van den Hurk     |
| 4    | Nicole Melch            |
| 5    | Dorit Waligura          |
| 6    | Melanie Oosterhof       |
| 7    | Ruth Braukmann          |
| 8    | Iris Ulenaers           |
| 9    | Ernestina Alexandrovicz |
| 10   |                         |
| 11   |                         |
| 12   |                         |
| 13   |                         |
| 14   |                         |
| 15   |                         |
| 16   |                         |

| Pos. | Name                |
| ---- | ------------------- |
| 1    |                     |
| 2    |                     |
| 3    |                     |
| 4    | Christiane Hoppmann |
| 5    | Nicole Seitenbecher |
| 6    | Jennifer Schmidt    |
| 7    | Bianca Kamper       |
| 8    | Valerie Meise       |
| 9    | Manon Kruse         |
| 10   |                     |
| 11   | Laura Moares        |
| 12   |                     |
| 13   | Stefanie Plümpe     |
| 14   |                     |
| 15   |                     |
| 16   |                     |

| Pos. | Name                |
| ---- | ------------------- |
| 1    | Caroline Maes       |
| 2    |                     |
| 3    | Elke Clijsters      |
| 4    | Jelena Pandžić      |
| 5    | Kirstin Freye       |
| 6    | Anke Roos           |
| 7    | Eva-Maria Petschnig |
| 8    | Katrin Meiss        |
| 9    | Bianca Theisen      |
| 10   |                     |
| 11   |                     |
| 12   |                     |
| 13   | Kirsten Jörn        |
| 14   | Stefanie Weinstein  |
| 15   | Karoline Staniek    |
| 16   |                     |

| Pos. | Name              |
| ---- | ----------------- |
| 1    | Jana Hlavackova   |
| 2    | Alberta Brianti   |
| 3    | Lydia Steinbach   |
| 4    | Maike Koutstaal   |
| 5    | Kirstin Schüler   |
| 6    | Zdeňka Krumichová |
| 7    |                   |
| 8    | Julia Otto        |
| 9    | Eva Melicharová   |
| 10   | Denise Liebscher  |
| 11   | Katja Kühner      |
| 12   | Theresa Stephani  |
| 13   |                   |
| 14   |                   |
| 15   | Sophia Opitz      |
| 16   |                   |

| Pos. | Name                |
| ---- | ------------------- |
| 1    |                     |
| 2    | Dessislawa Topalowa |
| 3    | Claudia Kardys      |
| 4    | Kim Kilsdonk        |
| 5    | Celine Beermann     |
| 6    | Inga Albers         |
| 7    | Florentina Curpene  |
| 8    | Christine Sperling  |
| 9    | Cornelia Lassonczyk |
| 10   | Karthin Riehemann   |
| 11   |                     |
| 12   |                     |
| 13   |                     |
| 14   |                     |
| 15   |                     |
| 16   |                     |

| Pos. | Name              |
| ---- | ----------------- |
| 1    | Leslie Butkiewicz |
| 2    | Elena Vianello    |
| 3    | Cătălina Cristea  |
| 4    | Julia Babilon     |
| 5    | Hanna Krampe      |
| 6    | Stefania Pesce    |
| 7    | Justine Ozga      |
| 8    |                   |
| 9    |                   |
| 10   |                   |
| 11   | Carina Kämpfer    |
| 12   | Carolin Roßkothen |
| 13   |                   |
| 14   |                   |
| 15   |                   |
| 16   |                   |

| Pos. | Name                |
| ---- | ------------------- |
| 1    | Anna-Lena Grönefeld |
| 2    | Andrea Sieveke      |
| 3    | Pauline Wong        |
| 4    | Imke Reimers        |
| 5    | Katrin Hackmann     |
| 6    | Ria Dörnemann       |
| 7    | Sarah Wöstmann      |
| 8    | Mareen Beermann     |
| 9    |                     |
| 10   |                     |
| 11   |                     |
| 12   |                     |
| 13   | Claudia Nögel       |
| 14   | Marie Ivetta Uphaus |
| 15   |                     |
| 16   | Annaliesa Hopp      |

### Ergebnisse
Spielfreie Begegnungen werden nicht gelistet.
| Datum/Uhrzeit     | Heimmannschaft          | Gastmannschaft          | Matches | Sätze | Spiele |
| ----------------- | ----------------------- | ----------------------- | ------- | ----- | ------ |
| So. 2. Mai 11:00  | Rochusclub Düsseldorf   | TC Blau-Weiß Halle      | 2:7     | 6:15  | 69:109 |
| So. 2. Mai 11:00  | Ruderclub Hamm          | RTHC Bayer Leverkusen   | 9:0     | 18:2  | 117:45 |
| Mo. 9. Mai 15:00  | TV Sparta 87 Nordhorn   | TC BW Dresden-Blasewitz | 0:9     | 1:18  | 50:113 |
| Fr. 7. Mai 13:00  | TC BW Dresden-Blasewitz | Ruderclub Hamm          | 5:4     | 11:8  | 83:84  |
| Fr. 7. Mai 13:00  | RTHC Bayer Leverkusen   | THC im VfL Bochum       | 4:5     | 8:12  | 87:104 |
| Fr. 7. Mai 13:00  | TC Blau-Weiß Halle      | TV Sparta 87 Nordhorn   | 8:1     | 16:2  | 104:55 |
| So. 9. Mai 11:00  | RTHC Bayer Leverkusen   | TC Blau-Weiß Halle      | 2:7     | 6:16  | 92:118 |
| So. 9. Mai 11:00  | THC im VfL Bochum       | Rochusclub Düsseldorf   | 8:1     | 16:4  | 111:52 |
| So. 9. Mai 11:00  | Ruderclub Hamm          | TV Sparta 87 Nordhorn   | 5:4     | 13:9  | 112:90 |
| So. 16. Mai 11:00 | TC Blau-Weiß Halle      | Ruderclub Hamm          | 5:4     | 11:9  | 104:95 |
| So. 16. Mai 11:00 | TV Sparta 87 Nordhorn   | THC im VfL Bochum       | 3:6     | 6:12  | 59:89  |
| So. 16. Mai 11:00 | TC BW Dresden-Blasewitz | Rochusclub Düsseldorf   | 4:5     | 8:11  | 86:93  |
| So. 23. Mai 11:00 | THC im VfL Bochum       | Ruderclub Hamm          | 5:4     | 10:8  | 79:79  |
| So. 23. Mai 11:00 | TC Blau-Weiß Halle      | TC BW Dresden-Blasewitz | 2:7     | 6:14  | 80:103 |
| So. 23. Mai 11:00 | Rochusclub Düsseldorf   | RTHC Bayer Leverkusen   | 5:4     | 11:11 | 104:97 |
| Mo. 31. Mai 11:00 | RTHC Bayer Leverkusen   | TC BW Dresden-Blasewitz | 6:3     | 13:6  | 96:57  |
| Mo. 31. Mai 11:00 | THC im VfL Bochum       | TC Blau-Weiß Halle      | 5:4     | 10:8  | 77:81  |
| Mo. 31. Mai 11:00 | Rochusclub Düsseldorf   | TV Sparta 87 Nordhorn   | 9:0     | 18:1  | 115:52 |
| So. 6. Juni 11:00 | TC BW Dresden-Blasewitz | THC im VfL Bochum       | 6:3     | 12:8  | 99:81  |
| So. 6. Juni 11:00 | TV Sparta 87 Nordhorn   | RTHC Bayer Leverkusen   | 2:7     | 6:16  | 73:116 |
| So. 6. Juni 11:00 | Ruderclub Hamm          | Rochusclub Düsseldorf   | 5:4     | 11:9  | 100:82 |

## 2. Tennis-Bundesliga Damen Süd

### Abschlusstabelle
|     | Mannschaft              | Begegnungen | Punkte | Matches | Sätze  | Spiele  |
| --- | ----------------------- | ----------- | ------ | ------- | ------ | ------- |
| 01. | BASF TC BW Ludwigshafen | 6           | 4:2    | 38:16   | 83:38  | 621:432 |
| 02. | TC Großhesselohe        | 6           | 4:2    | 35:19   | 76:48  | 608:489 |
| 03. | TC SW Bous              | 6           | 4:2    | 35:19   | 76:49  | 623:497 |
| 04. | TTC Bad Wörishofen      | 6           | 4:2    | 31:23   | 68:53  | 567:485 |
| 05. | VfL Sindelfingen 1862   | 6           | 3:3    | 29:25   | 63:58  | 526:526 |
| 06. | Offenbacher TC          | 6           | 2:4    | 17:37   | 40:77  | 437:557 |
| 07. | TV Reutlingen           | 6           | 0:6    | 4:50    | 17:100 | 265:661 |

### Mannschaftskader
| Pos. | Name               |
| ---- | ------------------ |
| 1    |                    |
| 2    | Ivana Lisjak       |
| 3    | Giulia Casoni      |
| 4    | Mireille Dittmann  |
| 5    | Eva Martincová     |
| 6    | Irina Delitz       |
| 7    | Kirsten van Elden  |
| 8    |                    |
| 9    | Lisa Fritz         |
| 10   | Caroline Schneider |
| 11   | Svenja Weidemann   |
| 12   | Dominice Ripoll    |
| 13   | Mateja Horvath     |
| 14   | Laura Sadria       |
| 15   | Antonie Steinmetz  |
| 16   |                    |

| Pos. | Name                |
| ---- | ------------------- |
| 1    | Katarina Misic      |
| 2    |                     |
| 3    | Jacqueline Fröhlich |
| 4    | Nikola Fraňková     |
| 5    | Korina Perkovic     |
| 6    | Anja-Vanessa Peter  |
| 7    | Nora Köves          |
| 8    |                     |
| 9    | Petra Bercik        |
| 10   |                     |
| 11   | Amelie Bendheim     |
| 12   | Mireia Granzer      |
| 13   |                     |
| 14   |                     |
| 15   |                     |
| 16   |                     |

| Pos. | Name                 |
| ---- | -------------------- |
| 1    | Stanislava Hrozenská |
| 2    | Rita Dora Vukov      |
| 3    | Maya Zivec           |
| 4    | Melanie Hafner       |
| 5    |                      |
| 6    | Stefanie Alfery      |
| 7    |                      |
| 8    | Jenny Zachrisson     |
| 9    | Jasmin Halbauer      |
| 10   | Stephanie Kindlmann  |
| 11   | Jessic Stein         |
| 12   |                      |
| 13   |                      |
| 14   |                      |
| 15   |                      |
| 16   |                      |

| Pos. | Name                  |
| ---- | --------------------- |
| 1    |                       |
| 2    | Ana Vrljic            |
| 3    | Kristina Barrois      |
| 4    | Tanja Hirschauer      |
| 5    | Mandy Minella         |
| 6    | Evelyne Widiger       |
| 7    | Jennifer Dürrschnabel |
| 8    | Judith König          |
| 9    |                       |
| 10   | Nina Reiswich         |
| 11   | Kristina Hiery        |
| 12   |                       |
| 13   |                       |
| 14   |                       |
| 15   |                       |
| 16   |                       |

| Pos. | Name                 |
| ---- | -------------------- |
| 1    |                      |
| 2    |                      |
| 3    |                      |
| 4    | Gabriela Navrátilová |
| 5    | Katrin Wörle         |
| 6    | Caroline Dhenin      |
| 7    |                      |
| 8    |                      |
| 9    | Karin Knapp          |
| 10   |                      |
| 11   | Erika Pineider       |
| 12   | Patricia Markova     |
| 13   | Annabella Weigert    |
| 14   | Stefanie Hauptig     |
| 15   |                      |
| 16   |                      |

| Pos. | Name                |
| ---- | ------------------- |
| 1    |                     |
| 2    | Zuzana Váleková     |
| 3    |                     |
| 4    | Nathalie Wallin     |
| 5    | Alexandra Pitsch    |
| 6    |                     |
| 7    | Bianca Schlumberger |
| 8    | Victoria Weltz      |
| 9    | Anke Wurst          |
| 10   | Magdalena Szydlak   |
| 11   | Corinna Moll        |
| 12   |                     |
| 13   | Kerstin Entler      |
| 14   |                     |
| 15   |                     |
| 16   |                     |

| Pos. | Name               |
| ---- | ------------------ |
| 1    | Tazzjana Uwarawa   |
| 2    |                    |
| 3    | Christina Fitz     |
| 4    | Elisabeth Bahn     |
| 5    | Franziska Etzel    |
| 6    | Geraldine Dondit   |
| 7    | Eva Belbl          |
| 8    | Miriam Steinhilber |
| 9    | Nicole Steinhilber |
| 10   | Jasna Brnjakovic   |
| 11   | Stella Olm         |
| 12   |                    |
| 13   | Julia Hesse        |
| 14   |                    |
| 15   |                    |
| 16   |                    |

### Ergebnisse
Spielfreie Begegnungen werden nicht gelistet
| Datum/Uhrzeit     | Heimmannschaft          | Gastmannschaft          | Matches | Sätze | Spiele  |
| ----------------- | ----------------------- | ----------------------- | ------- | ----- | ------- |
| So. 2. Mai 11:00  | TC Großhesselohe        | BASF TC BW Ludwigshafen | 5:4     | 12:9  | 101:88  |
| So. 2. Mai 11:00  | VfL Sindelfingen 1862   | TTC Bad Wörishofen      | 7:2     | 14:5  | 104:72  |
| So. 2. Mai 11:00  | TV Reutlingen           | Offenbacher TC          | 1:8     | 3:16  | 41:106  |
| Fr. 7. Mai 13:00  | BASF TC BW Ludwigshafen | TV Reutlingen           | 9:0     | 18:2  | 118:49  |
| Fr. 7. Mai 13:00  | Offenbacher TC          | TC SW Bous              | 2:7     | 4:15  | 76:102  |
| Fr. 7. Mai 13:00  | TTC Bad Wörishofen      | TC Großhesselohe        | 5:4     | 11:10 | 94:91   |
| So. 9. Mai 11:00  | TTC Bad Wörishofen      | BASF TC BW Ludwigshafen | 5:4     | 11:10 | 98:90   |
| So. 9. Mai 11:00  | TC SW Bous              | TV Reutlingen           | 9:0     | 18:2  | 115:36  |
| So. 9. Mai 11:00  | Offenbacher TC          | VfL Sindelfingen 1862   | 5:4     | 12:9  | 100:79  |
| So. 16. Mai 11:00 | TC SW Bous              | VfL Sindelfingen 1862   | 4:5     | 12:11 | 114:104 |
| So. 16. Mai 11:00 | TV Reutlingen           | TTC Bad Wörishofen      | 0:9     | 2:18  | 35:113  |
| So. 16. Mai 11:00 | TC Großhesselohe        | Offenbacher TC          | 9:0     | 18:4  | 127:67  |
| So. 23. Mai 11:00 | Offenbacher TC          | TTC Bad Wörishofen      | 2:7     | 4:14  | 55:100  |
| So. 23. Mai 11:00 | BASF TC BW Ludwigshafen | TC SW Bous              | 5:4     | 14:8  | 110:94  |
| So. 23. Mai 11:00 | VfL Sindelfingen 1862   | TC Großhesselohe        | 3:6     | 8:13  | 83:98   |
| Mo. 31. Mai 11:00 | BASF TC BW Ludwigshafen | Offenbacher TC          | 9:0     | 18:0  | 108:33  |
| Mo. 31. Mai 11:00 | TV Reutlingen           | VfL Sindelfingen 1862   | 1:8     | 2:16  | 35:99   |
| Mo. 31. Mai 11:00 | TC SW Bous              | TC Großhesselohe        | 5:4     | 10:9  | 88:81   |
| So. 6. Juni 11:00 | VfL Sindelfingen 1862   | BASF TC BW Ludwigshafen | 2:7     | 5:14  | 57:107  |
| So. 6. Juni 11:00 | TC Großhesselohe        | TV Reutlingen           | 7:2     | 14:6  | 110:69  |
| So. 6. Juni 11:00 | TTC Bad Wörishofen      | TC SW Bous              | 3:6     | 9:13  | 90:110  |